# Kiss Péter Pál
Kiss Péter Pál (Gödöllő, 1956. május 7. —) magyar, Vácon élő festőművész

## Pályafutása
Felső szintű gépészeti végzettség után elvégezte az Egri Hittudományi Főiskolán a Hittanár szakot, valamint kulturális menedzser végzettséget szerzett a KKDSZ Szakképzési Akadémia és Műhelyben.
Jellemző, hogy szinte évről évre teljesen új jellegű festményekkel jelentkezik, évtizedek óta absztrakt képeket fest. Különösen érdekesek saját festményeiből kifényképezett, és felnagyított printek, melyeket önálló képekként állít ki. Kiállításait az egész ország területén főként művelődési házakban, és egyéb különleges helyszíneken tartja. Tagja a MAOE-nak (Magyar Alkotóművészek Országos Egyesülete)
2011-től speciális iskolában tanít felső tagozatban vizuális kultúrát, és technikát.
2024-ben Neked írom… Gondolatok a modern művészetről címmel jelent meg könyve a Püski Kiadó gondozásában. „A kötet a modern képzőművészet tárgyköréből ismertet alkotásokat, művészeket, ezzel segítve elő a témában való közérthető tájékoztatást.”
- Kiss Péter Pál festményei
- Kiss Péter Pál festményei
- Kiss Péter Pál festményei
- Kiss Péter Pál festményei
- Kiss Péter Pál festményei
- Kiss Péter Pál festményei
- Kiss Péter Pál festményei